# Maddalena Marliani-Raffi
Maddalena Marliani-Raffi, nata Maddalena Raffi, nota anche come Corallina (Roma, 1720 – dopo il 1784), è stata un'attrice teatrale italiana.

## Biografia
Nata a Roma nel 1720, si trasferì a Venezia all'età di 16 anni, per perseguire il suo sogno di diventare un'attrice. A Venezia divenne dapprima ballerina. Dal 1739 entrò a far parte della compagnia del noto teatro San Moisè, dove venne presto notata e divenne una delle attrici in prima fila della compagnia di Girolamo Medebach, nonché di tutto il mondo teatrale veneziano. Per qualche tempo mantenne anche il proprio impiego come ballerina, che svolgeva durante il giorno nelle piazze, mentre la sera recitava a teatro. Ben presto, però, quando la compagnia si ingrandì e iniziò ad attirare pubblico da tutta Italia e anche dall'estero, Maddalena lasciò il ruolo di ballerina per svolgere unicamente la professione di attrice.
Le biografie concordano sul fatto che la donna fosse presumibilmente piena di talento, estrosa e molto bella. Le cronache parlano di un'"interprete eccezionale e ad ogni età perfettamente a suo agio in ogni ruolo"; infatti è documentato che a sessant’anni addirittura l'attrice era ancora sulle scene, riportando sempre grandi successi.
Fu abile interprete della maschera di Corallina e della servetta della commedia dell'Arte in generale.
Proprio nel periodo di estensione della compagnia, Maddalena conobbe e poi sposò un attore suo collega, Giuseppe Marliani, un famoso e apprezzato interprete della maschera carnevalesca Brighella. Tuttavia è trapelato da diverse lettere che l'attrice ebbe probabilmente una relazione clandestina con il grande commediografo veneziano Carlo Goldoni, che per lei scrisse La castalda nel 1751, La serva amorosa nel 1752 e La locandiera nel 1753. In particolare quest'ultima, in cui Maddalena rivestì il ruolo della protagonista Mirandolina, fu l'interpretazione che consacrò l'attrice al grande pubblico. Al contrario, la protagonista de La donna vendicativa, altra commedia che Goldoni dedicò all'amata, rappresentava un ruolo talmente vendicativo e spregevole che l'attrice si rifiutò sempre di interpretarlo.

È stata successivamente ritrovata una lettera che Goldoni scrisse a proposito dell'entrata della Marliani all'interno della compagnia di Medebach era entrata, lettera indirizzata al mecenate Giuseppe Antonio Arconati Visconti:
«Questa compagnia ha cambiato l'Arlecchino, e sarà Ferdinando Colombo. Ha cambiato parimenti la Serva e sarà la moglie di Brighella, che fu assai buona e si spera tale tuttoché sei anni sia stata in riposo, avendo dello spirito e dell'abilità».
Nella prefazione de La castalda, Goldoni scrisse tali parole, dedicate in parte alla Raffi e in parte ai suoi personaggi in generale:
«I caratteri mi paiono assai verisimili, ed è molto comune quello d’un Vecchio che si lascia dominare da una Donna di spirito, e l’altro eziandio della Donna, che conoscendo il suo punto, sa stabilire la sua fortuna. L'argomento sarebbe troppo triviale, se non venisse adornato da vari accidenti che lo distinguono dai più comuni».
Sicuramente morì dopo il 1784, ma della sua morte non sono state ritrovate molte notizie.